# Bryce Alford
Bryce Michael Alford (Albuquerque, Nuevo México, 18 de enero de 1995) es un baloncestista estadounidense que pertenece a la plantilla del Arka Gdynia de la Polska Liga Koszykówki. Con 1,91 metros de estatura, juega en las posiciones de base o escolta. Es hijo del que fuera jugador de la NBA Steve Alford, que posteriormente como entrenador lo dirigiría en UCLA.

## Trayectoria deportiva

### Universidad
Jugó cuatro temporadas con los Bruins de la Universidad de California, Los Ángeles, en las que promedió 13,6 puntos, 2,8 rebotes y 3,8 asistencias por partido. Eligió esa universidad tras ser contratado su padre como entrenador.
En su primera temporada fue incluido en el mejor quinteto freshman de la Pac-12 Conference, mientras que en su última temporada lo sería en el mejor quinteto absoluto de la conferencia. Acabó su carrera como el quinto máximo anotador de la historia de la universidad, sólo superado por Don MacLean, Kareem Abdul-Jabbar, Reggie Miller y Jason Kapono, siendo el único jugador en lograr más de 1700 puntos y más de 500 asistencias.

#### Estadísticas
| Año     | Equipo | PJ  | PT  | MPP  | %TC  | %3P  | %TL  | RPP | APP | ROB | TPP | PPP  |
| ------- | ------ | --- | --- | ---- | ---- | ---- | ---- | --- | --- | --- | --- | ---- |
| 2013–14 | UCLA   | 37  | 1   | 23.1 | .384 | .385 | .804 | 1.8 | 2.8 | .8  | .1  | 8.0  |
| 2014–15 | UCLA   | 36  | 36  | 36.3 | .396 | .391 | .838 | 3.2 | 4.9 | .9  | .0  | 15.4 |
| 2015–16 | UCLA   | 32  | 32  | 36.2 | .385 | .367 | .831 | 3.8 | 5.2 | .7  | .0  | 16.1 |
| 2016–17 | UCLA   | 36  | 36  | 33.0 | .447 | .430 | .821 | 2.5 | 2.6 | .5  | .1  | 15.5 |
| Total   | Total  | 141 | 105 | 32.0 | .405 | .397 | .825 | 2.8 | 3.8 | .8  | .1  | 13.6 |

### Profesional
Tras no ser elegido en el Draft de la NBA de 2017, fue invitado por los Golden State Warriors a participar en las Ligas de Verano de la NBA, donde jugó seis partidos, en los que promedió 9,3 puntos y 1,7 rebotes. En el mes de septiembre firmó con los Oklahoma City Thunder para disputar la pretemporada, pero fue cortado antes del comienzo de la competición. Poco después firmaría con los Oklahoma City Blue de la G League como afiliado de los Thunder.
El 28 de junio de 2019 firmó contrato con el Medi Bayreuth de la Basketball Bundesliga.
Tras una temporada, el 1 de enero de 2021 fichó por el Benfica de la Liga Portuguesa de Basquetebol.
El 14 de octubre de 2021, Alford firmó con los Chicago Bulls, pero fue despedido el mismo día. Se unió a los Windy City Bulls como jugador afiliado.
En octubre de 2022 se unió al Zastal Zielona Góra de la liga polaca para la temporada 2022-23.
El 19 de noviembre de 2023, y sin cambiar de liga, fichó por el Arka Gdynia.

## Selección nacional
Aunque participó de convocatorias con los seleccionados juveniles de baloncesto de los Estados Unidos, nunca jugó oficialmente en esas categorías.
Hizo su debut con la selección absoluta en 2018, en el marco de la clasificación de FIBA Américas para la Copa Mundial de Baloncesto de 2019.